# Ion Vélez
Ion Vélez Martínez est un footballeur espagnol, né le 17 février 1985 à Tafalla en Espagne. Il évolue actuellement en Segunda División B au CD Tudelano au poste d'attaquant.

## Biographie
Il est prêté pour la fin de saison 2010-2011 au CD Numancia, en Liga Adelante.